# Dazz Band
Dazz Band è stato un gruppo musicale statunitense ricordato soprattutto per il singolo Let it whip del 1982. Il nome è una parola macedonia che si riferisce a danceable jazz.

## Carriera
La Dazz Band viene fondata da Bobby Harris a Cleveland nel 1976, come prosecuzione dal gruppo Bell Telefunk.
Conta fra i suoi membri, oltre al citato fondatore sassofonista e vocalista, Kenny Pettus (persussioni), Isaac « Ike » Wiley (batteria), suo fratello Michael Wiley (basso), e Michael Calhoun (chitarra). Inizialmente il gruppo si chiamava Kinsman Dazz su idea di Ray Calabrese, che ne divenne poi il manager insieme con Sonny Jones.
La Kinsman Dazz venne scritturata dalla 20th Century Records nel 1977, e ai primi 5 componenti del gruppo si aggiunsero Ed Meyers (trombone), Wayne Preston (sassofono), e Les Thaler (trombetta).
Le stesso anno il gruppo si spostò a Los Angeles per registrare col produttore Marvin Gaye; ma per motivi di salute, questi non poté terminare il progetto. Harris allora chiese ed ottenne che Philip Bailey, vocalista degli Earth, Wind & Fire, producesse il primo singolo del gruppo, I Might as Well Forget About Loving You nel 1978. A seguire l'anno successivo Catchin' Up on Love. 
Nel 1980 il gruppo prese la sua attuale denominazione, Dazz Band, e venne scritturato dalla Motown Records. Il successo arrivò nel 1982 col singolo Let it whip, scritto e prodotto da Reggie Andrews, dell'album Keep it alive. Il brano fu numero 1 della rivista Billboard.
In seguito a 5 anni di una controversia legale, il marchio Dazz Band è stato cancellato nell'aprile 2017.
Il batterista Isaac Wiley morì il 23 aprile 2023.

## Discografia

### Album
| Anno                         | Titolo                 | Piazzamento in classifica | Piazzamento in classifica | Certificazione | Etichetta          |
| Anno                         | Titolo                 | US                        | US R&B                    | Certificazione | Etichetta          |
| ---------------------------- | ---------------------- | ------------------------- | ------------------------- | -------------- | ------------------ |
| 1980                         | Invitation to Love     | —                         | —                         |                | Motown             |
| 1981                         | Let the Music Play     | 154                       | 36                        |                | Motown             |
| 1982                         | Keep It Live           | 14                        | 1                         | - RIAA: Gold   | Motown             |
| 1982                         | On the One             | 59                        | 12                        |                | Motown             |
| 1983                         | Joystick               | 73                        | 12                        |                | Motown             |
| 1984                         | Jukebox                | 84                        | 18                        |                | Motown             |
| 1984                         | Greatest Hits          | —                         | —                         |                | Motown             |
| 1985                         | Hot Spot               | 114                       | 24                        |                | Motown             |
| 1986                         | Wild & Free            | 178                       | 37                        |                | Geffen             |
| 1988                         | Rock the Room          | —                         | 91                        |                | RCA                |
| 1996                         | Under the Streetlights | —                         | 42                        |                | Lucky              |
| 1997                         | Double Exposure        | —                         | —                         |                | Intersound         |
| 1998                         | Here We Go Again       | —                         | 99                        |                | Intersound         |
| 2001                         | Time Traveler          | —                         | —                         |                | Major Hits Records |
| "—" indica non classificato. |                        |                           |                           |                |                    |

### Singoli
| Anno                         | Titolo                        | Piazzamento in classifica | Piazzamento in classifica | Piazzamento in classifica | Piazzamento in classifica | Piazzamento in classifica | Album              |
| Anno                         | Titolo                        | US                        | US R&B                    | US Dance                  | AUS                       | UK                        | Album              |
| ---------------------------- | ----------------------------- | ------------------------- | ------------------------- | ------------------------- | ------------------------- | ------------------------- | ------------------ |
| 1980                         | Shake It Up                   | —                         | 65                        | 75                        | —                         | —                         | Invitation to Love |
| 1981                         | Invitation to Love            | 109                       | 51                        | —                         | —                         | —                         | Invitation to Love |
| 1981                         | Knock Knock                   | —                         | 44                        | —                         | —                         | —                         | Let the Music Play |
| 1982                         | Let It Whip                   | 5                         | 1                         | 2                         | 97                        | —                         | Keep It Live       |
| 1982                         | Keep It Live (On the K.I.L.)  | —                         | 20                        | —                         | —                         | —                         | Keep It Live       |
| 1983                         | On the One for Fun            | —                         | 9                         | 52                        | —                         | —                         | On the One         |
| 1983                         | Cheek to Cheek                | —                         | 76                        | —                         | —                         | —                         | On the One         |
| 1983                         | Party Right Here              | —                         | 63                        | —                         | —                         | —                         | On the One         |
| 1983                         | Joystick                      | 61                        | 9                         | —                         | —                         | —                         | Joystick           |
| 1984                         | Swoop (I'm Yours)             | —                         | 12                        | —                         | —                         | —                         | Joystick           |
| 1984                         | Let It All Blow               | 84                        | 9                         | 3                         | —                         | 12                        | Jukebox            |
| 1985                         | Heartbeat                     | 110                       | 12                        | —                         | —                         | 79                        | Jukebox            |
| 1985                         | Hot Spot                      | —                         | 21                        | 33                        | —                         | —                         | Hot Spot           |
| 1986                         | L.O.V.E. M.I.A.               | —                         | 48                        | —                         | —                         | —                         | Wild & Free        |
| 1986                         | Wild and Free                 | —                         | 44                        | —                         | —                         | —                         | Wild & Free        |
| 1988                         | Anticipation                  | —                         | 38                        | —                         | —                         | —                         | Rock the Room      |
| 1988                         | Single Girls                  | —                         | 19                        | 38                        | —                         | —                         | Rock the Room      |
| 1988                         | Open Sesame                   | —                         | 83                        | —                         | —                         | —                         | Rock the Room      |
| 1998                         | Ain't Nuthin' but a Jam Y'all | —                         | 58                        | —                         | —                         | —                         | Time Traveler      |
| 1998                         | Girl Got Body                 | —                         | 81                        | —                         | —                         | —                         | Here We Go Again   |
| "—" indica non classificato. |                               |                           |                           |                           |                           |                           |                    |